# Francesco Pignatelli (general)
Francesco Pignatelli, avstrijski general, najemnik in vojaški zgodovinar, * 1775, † 1853.